# 鹭江出版社
鹭江出版社（英語：Lujiang Publishing House），全名为“福建鹭江出版社有限责任公司”，成立于1985年2月15日，是厦门经济特区成立后第一家图书出版社。初创时名为“福建人民出版社厦门分社”，1986年9月改为现名。原系福建人民出版社在厦门设立的出版副牌，属福建省出版总社；2009年12月加入海峡出版发行集团，成为其下属的8家图书出版社中唯一来自厦门的出版社。
鹭江出版社和厦门大学出版社是厦门仅存的两家图书出版社。
鹭江出版社是厦门现存唯一的综合性地方出版社。

## 历史
厦门古代的图书出版，一般通过书坊、刻坊等。道光前后年间已知的有芸成斋、文德堂等几家。民国期间，厦门通过人生编译社、学习出版社、青年出版社等出版图书。解放后，逐渐形成专门从事编辑出版工作的厦门出版社。
1958年9月，为了配合前线斗争需要，中共厦门市委宣传部创办厦门人民出版社，陈先明任社长兼总编辑，沭三乐任编辑，林梅影负责出版发行工作，社址在厦门市新华书店二楼。1960年4月，厦门人民出版社停办。此后的25年，厦门一直处于没有出版社的时代。
随着厦门经济特区建设的启动，建设经济特区自己的出版社势在必行。1985年2月15日，“福建人民出版社厦门分社”在厦门正式成立，借用厦门鼓浪屿安海路35号的一座房子，只有4名员工，游斌担任副总编辑，主持出版社工作。建社第一年，共出版图书12种，盈利60万元。其出版的第一本书是长篇小说《花与剑》。
1986年9月，福建人民出版社厦门分社改名“鹭江出版社”，游斌继续任副社长、副总编辑。
1987年，鹭江出版社开始有了第一个固定的办公场所：莲花新村观远里19号。
1995年，鹭江出版社从观远里搬入附近的香莲里15号。同年，其年创利润360万元。
1996年5月26日，游斌因患癌症逝世，享年51岁。杨迅文接任社长。同年，鹭江出版社在福建出版中心大楼设立福州办事处。
1998年，鹭江出版社在厦门思明区湖明路“龙门世家”购买了一栋7层2740平方米的办公大楼和2360平方米的地产。1999年下半年，鹭江出版社搬入湖明路办公至今；同年，实现年创利润4720万元。
1999年（一说2000年），鹭江出版社在北京马甸桥设立北京办事处，后撤销。
2004年出版了有史以来最大规模的图书出版工程——线装本《四库全书》,该书被称为是中国出版史上的里程碑。
2008年4月，由福建省新闻出版局的规划指导，鹭江出版社和北京时代光华图书有限公司发起成立北京时代飞鹭文化传播有限公司（简称时代飞鹭）。北京时代飞鹭由鹭江出版社控股，实行公司化运作。2014年之后，北京时代光华撤资，北京时代飞鹭改为鹭江出版社独立运营，但仍然是鹭江出版社的全资子公司。2008年，鹭江出版社开始通过网络开展出版发行业务。
2009年12月30日，海峡出版发行集团在福州成立，鹭江出版社成为其下属单位，同时实现转企改制。改制后的名称为“福建鹭江出版社有限责任公司”，对外仍称“鹭江出版社”。
2014年，鹭江出版社联合汇智光华（北京）文化传媒股份有限公司成立专注无线阅读的厦门汇智飞鹭网络科技有限公司，联合海峡出版发行集团等福建省内出版单位成立专注数字教育的福建创智联盟数字教育科技有限公司。

## 现状
现在，鹭江出版社每年出版图书约400种，至2015年出书品种达4000多种，资产总额达1.98亿元。除出版教材教辅、地方文史图书之外，亦出版高质量、贴近大众市场的社科、文艺、生活、财经图书。
目前，鹭江出版社拥有厦门、福州、北京三个办公地点，实际总部设在厦门。
鹭江出版社已经与中国移动、中国联通、中国电信展开数字化阅读合作。由鹭江出版社负责经营的中国移动“伊人必读”专区，是中国移动手机阅读基地十大专区之一。
鹭江出版社现任社长、总编辑为何捷，于2016年上任。

## 歷任社長（總編輯）
- 游斌（1985年2月-1996年5月）
- 楊迅文（1996年5月-2007年10月）
- 笪林華（2007年10月[13]-2016年7月）
- 何捷（2016年7月至今）

## 荣誉
- 1997年“特区经济丛书”获第三届国家图书奖提名奖。[1]
- 1998年《香港文学史》获第十一届中国图书奖。[1]
- 2000年《金门史稿》获第十二届中国图书奖。[1]
- 2001年长篇传记小说《林则徐》获中宣部第八届精神文明建设“五个一工程”一本好书奖。[14]
- 2007年《天堂没有路标》获得第十届精神文明建设“五个一工程”入选作品奖。[15]
- 2013年《城里城外》获第四届中华优秀出版物奖提名奖。[16]
- 2018年《中国历史上的腐败与反腐败》荣获第四届中国出版政府奖提名奖。[17]
- 从1996年至今，鹭江出版社连续多年被评为“福建省300家最佳形象企业”、“福建省利税300强企业”、“厦门市个人所得税代扣代缴先进单位”、“厦门市纳税大户”。[1]